# Weird Western Tales
Weird Western Tales é um título de revistas em quadrinhos de faroeste publicado pela DC Comics de junho/julho de 1972 a agosto de 1980. Sendo conhecido por mostrar as aventuras de Jonah Hex até o número 38 (1977), ocasião em que o personagem ganhou série própria homônima. O Escalpador ganhou assim, o lugar de Hex como personagem de destaque em Weird Western Tales.

## Histórico da publicação

### Série original
O título original saiu por 8 anos e contou com 59 números.[carece de fontes?] Iniciando no número 12, continuando assim a numeração do segundo volume de All-Star Western, dois números depois da primeira aparição de Jonah Hex. O nome do título foi parcialmente inspirado no sucesso de vendas de Weird War Tales. Quando Jonah Hex ganhou sua própria série, ele foi substituído pelo Escalpador a partir do número 39 (março/abril de 1977). A personagem Cinnamon foi apresentada no número 48 (setembro/outubro de 1978) pelo escritor Roger McKenzie e pelo artista Dick Ayers. O número final foi o 70 (agosto de 1980).[carece de fontes?]

### Ressurgimento
Weird Western Tales foi renovada em 2001 como uma série limitada de quatro números publicado pelo selo Vertigo da DC Comics.[carece de fontes?] A minissérie não tinha nenhuma ligação com a série anterior, em vez disso, nos mostrou uma série de one-shot baseados em histórias de faroeste.

### Blackest Night ("A Noite Mais Densa")
Um one-shot de ressurgimento da série, seguindo a numeração original, número 71 (março de 2010),[carece de fontes?] foi publicado como tie-in do evento A Noite Mais Densa ("Blackest Night").

## Encadernados
- Showcase Presents: Jonah Hex
  - Volume 1 contendo Weird Western Tales #12-14 e 16-33, 528 páginas, novembro de 2005, ISBN 1-4012-0760-X